# Kinetische Helizität
Die kinetische Helizität ist eine Größe in der Fluiddynamik. Sie ist ein Maß, das zeigt, wie die Wirbellinien ineinander verketten und umeinander kreisen. Diese Tatsache wurde in den 1960ern unabhängig voneinander durch Jean-Jacques Moreau (1961) und Keith Moffatt (1969) bewiesen.
Die kinetische Helizität spielt eine wichtige Rolle in der Dynamotheorie, die das Ziel hat, die Erzeugung und Erhaltung von großen magnetischen Strukturen, wie zum Beispiel das Magnetfeld der Erde zu erklären. Der Grund dafür liegt darin, dass die kinetische Helizität und die magnetische Helizität stark miteinander wechselwirken (z. B. durch das Alfvénsche Theorem) und letztere die Eigenschaft hat, immer größere magnetische Strukturen zu bilden.

## Mathematische Formulierung
Allgemein ist die Helizität {\displaystyle H^{\mathbf {f} }} eines glatten dreidimensionalen Vektorfeldes {\displaystyle \mathbf {f} } durch das Volumenintegral des Skalarproduktes von {\displaystyle \mathbf {f} } und dessen Rotation {\displaystyle \nabla \times {\mathbf {f} }} definiert:
{\displaystyle H^{f}=\int {\mathbf {f} }\cdot {\nabla \times {\mathbf {f} }}\,d^{3}{\mathbf {r} }},
wobei {\displaystyle d^{3}{\mathbf {r} }} das infinitesimale Volumenelement ist, und die Integration über das gesamte betrachtete Gebiet stattfindet.
Die kinetische Helizität {\displaystyle H^{K}} wird als die Helizität des Geschwindigkeitsfeldes {\displaystyle {\mathbf {v} }} definiert:
{\displaystyle H^{K}=\int {\mathbf {v} }\cdot {\mathbf {\omega } }\,d^{3}{\mathbf {r} }}.
wobei {\displaystyle \mathbf {\omega } =\nabla \times {\mathbf {v} }} die Wirbelstärke des Fluids ist.

## Topologische Interpretation
Der Name „Helizität“ beruht auf der Tatsache, dass die Bewegung der Fluidpartikel in einer Strömung mit der Geschwindigkeit {\displaystyle \mathbf {v} } und Wirbelstärke {\displaystyle \mathbf {\omega } =\nabla \times \mathbf {v} }, in Gebieten, in denen die kinetische Helizität {\displaystyle \textstyle H^{K}\neq 0} eine Helix bildet. Für {\displaystyle H^{K}>0} ist diese linkshändig, und für {\displaystyle H^{K}<0} rechtshändig.